# Timothy White
Pour les articles homonymes, voir White et Timothy White.
Timothy White, né le 24 août 1950 à Los Angeles, en Californie, est un paléoanthropologue américain. Il a participé à la découverte et à la description de plusieurs espèces d'Hominina fossiles, dont Australopithecus afarensis en 1978 et Ardipithecus ramidus en 1994.

## Formation
Timothy White a étudié la biologie et l'anthropologie à l'université de Californie à Riverside. Il a soutenu un PhD en anthropologie physique à l'université du Michigan.

## Carrière académique
Timothy White a enseigné à l'université de Californie à Berkeley à partir de 1977. Il était le directeur du Centre de recherche sur l'évolution humaine de Berkeley.
Il a contribué à former un grand nombre de paléoanthropologues, dont notamment Susan Antón, Berhane Asfaw, David DeGusta, Yohannes Haile-Selassie et Gen Suwa.

## Australopithecus afarensis
En 1974, Timothy White a travaillé avec l'équipe de Richard Leakey à Koobi Fora, au Kenya. Richard Leakey fut impressionné par le travail de Tim White et le recommanda à sa mère, Mary Leakey, pour l'aider à étudier les fossiles d'Hominina qu'elle avait découvert à Laetoli, en Tanzanie.
En 1978, Tim White participe à la définition de l'espèce Australopithecus afarensis avec l'américain Donald Johanson et le français Yves Coppens, à partir d'une mandibule mise au jour à Laetoli et du squelette de Lucy, découvert en 1974 en Éthiopie.

## Moyen-Awash (Éthiopie)
Timothy White était le codirecteur avec les éthiopiens Berhane Asfaw, Yonas Beyene et Giday WoldeGabriel du Projet de recherche du Moyen-Awash, dans la région Afar, en Éthiopie.
Dans cette région, il participe à la découverte puis à la description d’Ardipithecus ramidus (4,4 Ma) en 1994, et d’Australopithecus garhi (2,5 Ma) en 1999. Il découvre également en 1997 et décrit en 2003 l'Homme de Herto, un ensemble de fossiles âgés de 157 000 ans et considérés un temps comme les plus anciens fossiles connus d'Homo sapiens.

## Autres collaborations
Timothy White a également collaboré avec John Desmond Clark et Francis Clark Howell.

## Distinctions
- boursier de l'Académie des sciences de Californie
- boursier de l'Association américaine pour l'avancement des sciences
- prix David S. Ingalls Jr. du Muséum d'histoire naturelle de Cleveland
- membre de l'Académie nationale des sciences des États-Unis
- ancien élève de l'année de l'université de Californie à Riverside en 2000

## Publications
- Asfaw, B., White, T. D., Lovejoy, C. O., Latimer, B., Simpson, S. et Suwa, G. (1999), « Australopithecus garhi : a new species of early hominid from Ethiopia », Science, 284, p. 629-635
- Asfaw, B., Beyene, Y., Suwa, G., Walter, R. C., White, T. D., WoldeGabriel, G. et Yemane, T. (1992), « The earliest Acheulean from Konso-Gardula », Nature, vol. 360, p. 732-735
- Clark, J. D., Asfaw, B., Assefa, G., Harris, J. W. K., Kurashina, H., Walter, R. C., White, T. D. et Williams, M. A. J. (1984), « Paleoanthropological discoveries in the Middle Awash Valley, Ethiopia », Nature, 307, p. 423-428
- Donald Johanson, Timothy White et Yves Coppens (1978), « A new species of the genus Australopithecus (Primates : Hominidae) from the Pliocene of Eastern Africa », Kirtlandia, no 28, p. 1-14
- Heinzelin, J. d., Clark, J. D., White, T. D., Hart, W., Renne, P., WoldeGabriel, G., Beyene, Y. et Vrba, E. (1999), « Environment and Behavior of 2.5-Million-Year-Old Bouri Hominids », Science, vol. 284, no 5414, p. 625-629
- Toth, N. et White, T. (1992), « Assessing the ritual cannibalism hypothesis at Grotta Guattari », Quaternaria Nova, Vol. I, 1990-1991, Proceedings of the International Symposium, « The fossil man of Monte Circeo : fifty years of studies on the neandertals in Latium », Amilcare Bietti et G. Manzi (dir.), p. 213-222
- Tim D. White, Gen Suwa et Berhane Asfaw, « Australopithecus ramidus, a new species of early hominid from Aramis, Ethiopia », Nature, 1994, 371, p. 306-312
- Tim D. White, Gen Suwa et Berhane Asfaw, « Ardipithecus ramidus, a new species of early hominid from Aramis, Ethiopia », Nature, 1995, 375, p. 88